# Frankrigs geografi
Frankrig ligger i Vesteuropa ved Atlanterhavskysten (Biscayabugten og Den Engelske Kanal) sydøst
for Storbritannien, mellem Belgien, Luxembourg, Tyskland, Schweiz og Italien i nord og øst og Spanien i syd,
og med kystlinje mod Middelhavet i sydvest. Den sekskantede form på fastlandet i Frankrig, som opstod efter 1. verdenskrig, har
givet landet det franske kaldenavn l'hexagone.
Frankrig dækker, hvis man inkluderer den franske ø Korsika, et område på 551.695 km². Dette område kaldes gerne "la Métropole",
eller "France métropolitaine". Udover dette inkluderer Republikken Frankrig også territorier i Nordamerika, Caribien,
Sydamerika, det vestlige og sydlige Indiske Ocean, Stillehavet og Antarktis (mange lande anerkender ikke de franske
territorialkrav i Antarktis). Med området i Antarktis fratrukket er der tale om et område på 674.843 km².

## Historie
I 987 overtog capetingerkongen Hugo Capet et Frankrig, der bestod af området omkring Paris og et mindre område
på begge sider af Loire-floden 50 km syd herfor. Lige siden har Paris været det politiske og administrative centrum i Frankrig. Grundlæggelsen
af den franske nationalstat tillægges Filip II, hans rige bestod af den nuværende region Île-de-France,
og dele af regionerne Bourgogne og Centre. Resten af landet bestod af en lang række mindre grevskaber, hvoraf nogle var underlagt
den engelske krone. Frankrig i dag er således stykket sammen af en masse småstumper, som er blevet indlemmet i landet, de sidste dele, så
sent som efter afslutningen af 1. verdenskrig i 1918.

## Geografiske træk
Frankrig består af en række forskellige landskabstyper, fra klipperne ved Normandiet, som går over i kystsletter i nord og vest, til
store skovområder i Ardennerne på grænsen til Belgien og Luxembourg. Landet har mange lave åse og bjerge, men også store bjergkæder. I
syd ligger Pyrenæerne og i sydøst Alperne. I de Franske Alper finder man også Vesteuropas højeste bjerg, Mont Blanc
(4810 moh). Inde i landet findes andre bjergkæder som Centralmassivet og Vogeserne.

## Landskaber
Frankrig landskaber kan groft sagt opdeles i 3 typer: Lavlandet, mellembjerge og alpint foldede bjerge.

### Alpint foldede områder
Til de alpint foldede bjerge hører Alperne og Jurabjergene i den østlige del af landet og Pyrenæerne i den sydlige del.

#### Alperne
Den franske del af alperne strækker sig fra Genevesøen i nord til Middelhavet i syd og fra den fransk-italienske grænse i øst til
Rhônedalen i vest. Det højeste punkt, der samtidig er Europas højeste bjerg, er Mont Blanc (4.810m).
Alperne opdeles yderligere i:
- De liguriske Alper
- De maritime Alper
- Franske Foralper
- De cottiske Alper
- Dauphiné-Alperne
- Dauphiné Foralperne
- Grajiske Alper
- Savoyeiske Foralper

#### Jurabjergene
Jurabjergene er en fortsættelse af de schweiziske jurabjerge. Den højeste top her er Crêt de la Neige på 1.718 m.

#### Pyrenæerne
Det er kun den nordlige del af Pyrenæerne, der hører til Frankrig, idet grænsen til Spanien, typisk går igennem de højeste områder,
bl.a. det højeste punkt Pic d'Aneto på 3.404 m.

### Mellembjergene
Mellembjergene er dannet som et resultat af den Hercyniske foldning i kultiden for 200 mio. år siden. Foldningen
består af to buer, den amorikanske bue og den variskiske bue, som begge udgår fra Massif Central. Den amorikanske bue går fra
Massif Central gennem Brtagne og den vestlige del af Normandiet og videre til Cornwall og Irland. Den variskiske bue
går fra Massif Central over Ardennerne og Vogeserne og videre ind i Tyskland til de Rhinske skiferbjerge og
Böhmerbjergene. De højeste dele af Massif Central udgøres af Auvergnes højland, som består af flere udslukte vulkaner, men
en højde mellem 1.400 og 1.900 m mens resten af Massif Central ligger mellem 500 og 1.000 m.

### Lavlandet
Lavlandet udgøres af Rhône-Saône floddalen og af Pariserbassinet og Aquitainebassinet.

#### Rhône-Saône floddalen
Rhône-Saône floddalen er afgrænset mod vest af Massif-Central, mod nordøst af Jurabjergene og mod sydøst af Alperne. Dalen har altid
været en korridor for placering af industri og for transport. Rhône-flodens udløb i middelhavet starter syd for Avignon, nord for
Rhône og Saônes sammenløb ved Lyon ligger dødislandskabet Dombes.

#### Pariserbassinet
Pariserbækkenet er et fladt indsynkningsområde, hvis center findes lidt syd for Paris. Bassinet afgrænses i øst fra Saônedalen
af Plateau de Langres.

#### Aquitainebassinet
Aquitainebækkenet er ligeledes et fladt indsynkningsområde, der er adskilt fra Pariserbækkenet af Poitoutærsklen, som danner
vandskellet mellem Loire i nord og Dordogne og Garonne i syd.

## Klima
Klimaet i Frankrig er karakteriseret af at det ligger mellem Atlanterhavet, Centraleuropa og Middelhavet. Havene dæmper
temperaturudsvingene i de områder, der ligger i nærheden mens det centrale Europa nærhhed og bjergegnene, giver et mere fastlandspræget
klima.
Således er middeltemperatueren for januar på stykket fra den spanske grænse til Bretagne 7°, langs den engelske kanal er den 4°,
mens den i øst ved grænsen til Tyskland er nede på 0°. I bjergegnene er den naturligvis lavere. Middeltemperaturen i juli er til gengæld
omkring 16° ved kanalen, mens den er ved Lyon er 21°, ved Middelhavet 23° og i Provence 24°

## Hydrografi
Frankrig deles mellem fire store flodsystemer, hvoraf tre løber ud i Atlanterhavet. De løber over det svagt hældende sletteland i Nord-
og Vestfrankrig, og de frugtbare områder omkring floderne har medvirket til, at landets økonomiske og politiske centrum kom til at ligge
i landets nordlige del, nemlig Paris, som blev landets hovedstad.
De største franske floder er:
- Loire løber ud i Biscayabugten og befinder sig i Frankrig fra kilden til udløbet.
- Rhône springer ud i Schweiz og kommer ind i Frankrig via Genèvesøen for senere at møde Saône ved Lyon og derefter

som eneste franske flod løber ud i Middelhavet ved Marseille.
- Seine munder ud i Den engelske kanal som eneste større flod. Vigtige sidefloder er Oise, Marne, Yonne

og Aube.
- Garonne har sit udspring i Spanien og passerer den franske grænse efter kun et par kilometer og passerer byerne Toulouse og

Bordeaux.
- Meuse løber fra Frankrig ind i Belgien og Holland.
- Rhinen udgør Frankrigs grænse mod Tyskland.

## Byer
Frankrigs befolkning er koncentreret i byerne.
Her er det parisiske byområde det absolut største med 10,4 mio indbyggere. Alt i alt bor lidt under 1/6 del af den franske befolkning i
de 5 største storbyområder:
1. Paris: 10.413.386 indbyggere
2. Lille: 1.015.744 indbyggere
3. Lyon: 1.536.974 indbyggere
4. Marseille: 1.557.950 indbyggere
5. Nice: 941.490 indbyggere